# Acraea petraea
Acraea petraea là một loài bướm ngày thuộc họ Nymphalidae. Nó được tìm thấy ở các khu rừng ven biển từ KwaZulu-Natal tới Mozambique, Kenya và Malawi.
Sải cánh dài 45–48 mm đối với con đực và 45–55 mm đối với con cái. Con trưởng thành bay quanh năm, nhiều nhất vào từ tháng 11 đến tháng 2.
Ấu trùng ăn Xylotheca kraussiana và Xylotheca kotzei.